# Клайн, Пэтси
Пэтси Клайн (в замужестве Patsy Cline, при рождении Вирджиния Пэттерсон Хенсли, Virginia Patterson Hensley, 8 сентября 1932 — 5 марта 1963) — американская певица, одна из величайших вокалисток в истории музыки кантри.

## Карьера
Клайн начала записываться в 1955 году и в течение первых пяти лет своей карьеры выпустила 17 синглов. За исключением сингла  Walkin' after Midnight  (1957), успех её ранних пластинок был весьма незначителен . Объяснялось это тем, что продюсеры настаивали на том, чтобы Клайн исполняла только песни, написанные группой старомодных авторов. Хотя в те годы она имела мало влияния на подбор исполняемого материала, Клайн удалось записать несколько интересных работ в стиле рокабилли.
После истечения контракта в 1960 году Клайн сменила лейбл и продюсера. На первой же сессии с новым продюсером был записан её суперхит, I Fall to Pieces, который вскоре возглавил кантри-чарты и послужил образцом для так называемого «нэшвиллского звучания» кантри-музыки 1960-х. С годами её голос становился богаче и уверенней, а концертные выступления — эмоциональней. Пиком карьеры Клайн был выход в ноябре 1961 года сингла Crazy, написанного Вилли Нельсоном и вошедшего в историю как эталонная запись «нэшвиллского звучания».
В июне 1961 года певица попала в серьёзную автокатастрофу. Её голова была обезображена шрамами, для маскировки которых она была вынуждена носить замысловатые парики. В марте 1963 года самолёт, в котором летела 30-летняя Клайн, потерпел катастрофу. Посмертная слава певицы росла с каждым десятилетием. Принято считать, что она открыла женщинам дорогу в кантри-музыку, прежде считавшуюся уделом мужчин. Лучшие записи Клайн имеют много общего с американской эстрадой середины 1960-х, на развитие которой она оказала значительное влияние.
Песню Пэтси «Three Cigarettes in an Ashtray» включили в популярную видеоигру GTA San Andreas.

## Память
- Фильмы
  - Дочь шахтёра
  - Сладкие грёзы
  -  Остаться в живых (1-й сезон, 3-я серия)

## Дискография
Студийные альбомы
- 1957: Patsy Cline
- 1961: Patsy Cline Showcase
- 1962: Sentimentally Yours